# Comitas oahuensis
Comitas oahuensis é uma espécie de gastrópode do gênero Comitas, pertencente a família Pseudomelatomidae.